# 자원봉사여행
자원봉사여행은 자원봉사(Volunteer) 여행(Tourism) 합쳐 만든 용어이다. 여행을 하면서 동시에 봉사활동을 하는 행위를 통틀어 말한다. 자원봉사는 국내는 물론 개발도상국과 선진국 모든곳에서 할 수 있다. 해외의 경우 국제자원봉사여행 또는 글로벌 자원봉사여행이라고도 한다. 이 문서에서는 주로 해외를 서술한다. 국내는 대한민국 시,도별 자원봉사센터 홈페이지를 참고한다. 통상적으로 자원봉사활동 전,후에 배낭여행을 하면서 나만의 자원봉사여행을 만들게 된다. 자원봉사여행은 국제자원봉사 활동의 일부분을 지칭하는 의미이다. 즉, 봉사활동이 기간 등의 면에서 우선순위를 점하게 된다. 주제는 교육, 건강, 환경 등의 문제를 주로 다루며 이외에 기후,난민,젠더 등의 민감한 이슈를 다루기도 한다. 참가자는 주로 청년이다. 그러나 유럽의 경우 은퇴 후에 참가하는 것을 심심치 않게 볼 수 있다. 매년 약 20억 달러를 소비하는 160만명 이상의 자원봉사 관광객이 새롭게 발생하고 있다는 보고서도 있다.

## 준비
첫째, 목표와 관심 분야를 결정한다. 둘째, 나에게 맞는 자원봉사 프로그램을 선택한다. 셋째, 여행일정을 계획하고 준비한다. 넷째, 현지문화, 관습, 언어를 배우고 익힌다. 다섯째, 나의 활동에 대한 기술과 지식을 미리 배워둔다.

## 장점

### 비용절감
여기서 말하는 비용절감이란 유학이나 어학연수, 관광 등과 비교하여 상대적으로 비용이 저렴하다는 것이다. 일부 해외 자원봉사활동을 제외하고, 대부분의 자원봉사활동에서 숙식을 제공 받는다. 물론 숙박과 식사를 제공받는대신 주급이나 월급같은것을 기대해서는 안된다. 자세한 내용은 배낭여행 준비 문서를 참고한다.

### 현지인만남[8]
어학연수를 가보면 알겠지만, 현지인 만나기가 정말 쉽지 않다. 예를 들면 캐나다에서 1년 어학연수하면서 캐나다 친구를 1명 만들기가 정말 힘들다는 얘기가 있다. 오죽하면 길거리 거지에게 "돈을 줄테니 혹시 나랑 얘기해 줄수 있어?"라는 말까지 있을 정도이다.

## 단점

### 불편함
자유롭게 지낼 수 있는 여행에 비하여 상대적으로 자원봉사활동은 규칙적이고 짜여진 생활을 해야 한다. 혹시 같이 활동하는 짝궁이나 현지 호스트가 복불복으로 이상한 사람이 걸리면 더욱 힘들어진다. 유럽같은 선진국에서 종종 발생하는 경우가 있다고 한다.

### 속임수
자원봉사가 필요하지 않는 곳에 배치하는 경우도 있다. 봉사활동이 아닌 관광처럼 느껴지는 등 이상한 점을 발견했다면 즉시 주관단체에게 항의하자. 보다 더 큰 현지인 및 참가자의 피해를 막을 수 있다. 특히 베트남같은 개발도상국을 조심해야 한다.

## 종류

### 우프[11]
도심지가 아닌 교외의 유기농장에서 일손을 돕는 것이다. 장기, 단기를 모두 선택할 수 있다. 일부 국가는 주급을 주는 곳도 있으나, 대부분은 자원봉사로 이루어진다. 자세한 내용은 우프(WWOOF) 문서를 참고하십시오.

#### 가능국가
미국, 캐나다, 호주, 멕시코, 브라질, 아르헨티나, 아이슬란드, 독일, 이탈리아, 라트비아, 벨기에, 스리랑카

### 워크캠프[12]
약 15명의 다국적 청년들이 2주-3주간 특정 주제를 가지고 봉사활동을 하는 것을 말한다. 2차 세계대전 후 독일과 프랑스 청년들이 마을 재건하기 위해 힘을 합친것에서부터 시작되었다고 한다. 소정의 현지 참가비가 있다.

#### 가능국가
아이슬란드, 독일, 이탈리아, 라트비아, 벨기에, 덴마크, 프랑스, 스페인, 체코, 포르투갈, 폴란드, 헝가리, 세르비아

### 국립공원봉사[13][14]
미국이나 호주등의 국립공원에서 산책로를 정비하거나 잡초 제거 등을 하면서 자연보호 등의 주제를 가지고 3주정도 활동하는 것을 말한다. 캠핑이 좋다면 추천한다. 그러나 후기에 의하면 노동강도가 엄청 세며, 영어권 국가이기 때문에 사전 인터뷰 또한 필수로 이루어 진다고 한다.

#### 가능국가
미국, 호주

### 캠프힐[15]
캠프힐 또는 캠프힐 공동체라고 한다. 발달장애, 정신건강 문제 등을 가지고 있는 성인이나 어린이의 교육, 일상생활을 지원하는 봉사활동이다. 통상적으로 3-4 개월 이상의 장기활동으로 이루어진다.

#### 가능국가
영국,북아일랜드,아일랜드,스코틀랜드,웨일즈, 오스트리아,  체코, 에스토니아, 핀란드, 프랑스, 독일, 헝가리, 라트비아, 네덜란드, 노르웨이, 폴란드, 스웨덴, 스위스, 남아프리카공화국

### 호스텔링[16]
해외 유스호스텔에서 숙식을 제공받고 객실정리정돈 등의 일을 도와 주는 것이다. 자원봉사 또는 소정의 주급을 받는 경우도 있다. 영어권 국가이므로 영어에 능숙해야 한다.

#### 가능국가
호주, 뉴질랜드

### 교육봉사[17]
저개발국가의 초등학교에서 체육, 미술, 음악등의 수업을 가르치는 봉사활동이다. 3개월 이상의 장기활동으로 이루어진다. 한국에서의 전공이 교육쪽이라면 우대사항이 있다.

#### 가능국가
네팔, 스리랑카, 몽골, 라오스

## 가치

### 참가자
참가자(봉사자)는 새로운 문화 체험, 친구 만나기, 해외 취업에 대한 기회 제공 등 다양한 목적을 가지고 있다. 이들의 공통적 동기는 차이를 인식하고 긍정적인 방향으로 자원봉사를 성취하기 위함이다. 국제자원봉사 또는 자원봉사여행은 공적개발원조와 연관이 있으며, 부유한 세계와 가난한 세상 사이의 격차를 좁히는 경향이 있다. 참가자는 자국에서 불행한 사람이었다고 하더라도, 개발도상국의 상황을 보면 더욱더 심각한 것이 있을 수도 있다는 것을 알게 된다. 이러한 의미에서 자원봉사여행은 개인 참가자에게 더 가치 있는 공헌을 한다고도 볼 수 있다. 이것은 새로운 인생의 방향을 설계해야 하는 청년이나, 제2의 인생을 꿈꾸는 퇴직자에게 더욱 중요하다.

### 지역사회
자원봉사는 협력의 환경을 조성함으로써 개인과 지역사회의 결속을 장려한다. 이것은 경제적으로도 영향을 미치게 된다. 시간과 기술을 무료로 제공함으로써 자원봉사자는 역할을 수행하고 지역사회 개발의 다른 중요한 영역에 자원을 확보할 수 있다. 그리고 지역사회가 현재는 가능하지 않을 것 같은 여러 가지 활동에 대하여 도전하고 실행해 볼 수 있는 기회를 제공하기도 한다.

## 여행

### UNSEEN Tours
UNSEEN Tours(이하 언씬투어)는 런던 거리에 살고 있는 노숙인들을 위해 만들어진 사회적기업이다. 언씬투어를 통해 런던의 노숙인들에게 유급 노동, 자신감, 기술 향상 기회 및 사회적 통합을 제공한다. 투어의 주제는 빈곤 관광이 아니다. 그들의 목표는 경제적, 사회적으로 낙후된 지역과 그곳에 거주하는 사람들을 피상적으로 지적하는 것이 아닌, 런던의 역사적, 문화적 특징을 재미있는 방식으로 보여주고 이를 시사 및 사회적 불의와 연결 시키는 것에 있다.

### 공정여행
공정여행은 관광산업에 공정무역의 원칙을 적용하려는 것이다. 그들은 전통적인 관광업이 지역사회와 환경을 해치고 있다고 생각한다. 공정여행은 이러한 불균형을 바로잡기 위한 시도이다. 즉, 지역사회와 협력하는 대안적인 여행 방식을 지향하고, 재정적인 측면에서 여행자와 호스트 간의 형평성을 위해 노력한다. 예를 들면, 연간 태국에는 천만명 이상의 관광객이 방문하고 있는데, 이들은 자원을 소비하고, 대량의 폐기물을 생산하며, 급속한 관광 개발을 촉진하고 있다. 태국 REST 프로젝트는 지역사회 기반 관광으로 호스트 및 지역사회에 대한 존중의 원칙으로 구축된 공정여행 사례이다.

## 한국
한국에서는 2024년 현재, 내국인만을 위한 자원봉사여행을 각 지자체 산하의 자원봉사센터 혹은 협력기관에서 운영하고 있다. 자세한 내용은 아래와 같다. 만약 당신이 외국인과 함께 하는 글로벌 자원봉사여행을 계획하고 싶다면, 해당 지자체에 문의해보자. 의외로 좋은 결과가 나올 수 있다. 한국은 언제든지 외국인을 환영한다.

### 서울
종로구 자원봉사센터에서 운영한다. 2024년 현재 모집중에 있다. 내용으로는 종로구 명소를 탐방하며 주변 환경정화를 하는 것이다. 활동장소는 총 5가지 코스이다. 첫째, 광화문역, 청계천, 열린송현, 인사동쌈지길, 젊음의 거리, 보신각터. 둘째, 경복궁역, 세종마을음식거리, 세종마루 정자, 박노수미술관, 상촌재, 청와대 정문, 경복궁 영추문. 셋째, 안국역, 서울공예박물관, 정독도서관, 북촌동양문화박물관, 중앙고등학교, 고희동가옥, 운현궁. 넷째, 혜화역, 마로니에공원, 낙산공원, 이화동벽화마을, 낙산정, 흥인지문. 다섯째, 종로역, 탑골공원, 낙원상가, 서순라길, 세운광장, 광장시장, 흥인지문. 준비물은 쓰레기봉투, 장갑, 집게 등으로 자원봉사자가 별도로 지참해야 한다.

### 경기
평택시 자원봉사센터에서 운영한다. 4월부터 10월까지 월1회 이상 운영한다. 문화해설사와 함께 하는 문화재 탐방 및 청소등을 진행한다.

### 부산
영도구 자원봉사센터에서 운영한다. 시기는 3월부터 11월까지 매월 1회 운영한다. 장소는 해안산책로를 중심으로 환경교육과 캠페인등의 활동을 진행한다.

### 광주
광주광역시 자원봉사센터에서 운영한다. 시기는 3월부터 11월까지이다. 자원봉사와 여행을 결합한 도시 농촌간 교류와 품앗이 볼런투어가 핵심이다.

### 울산

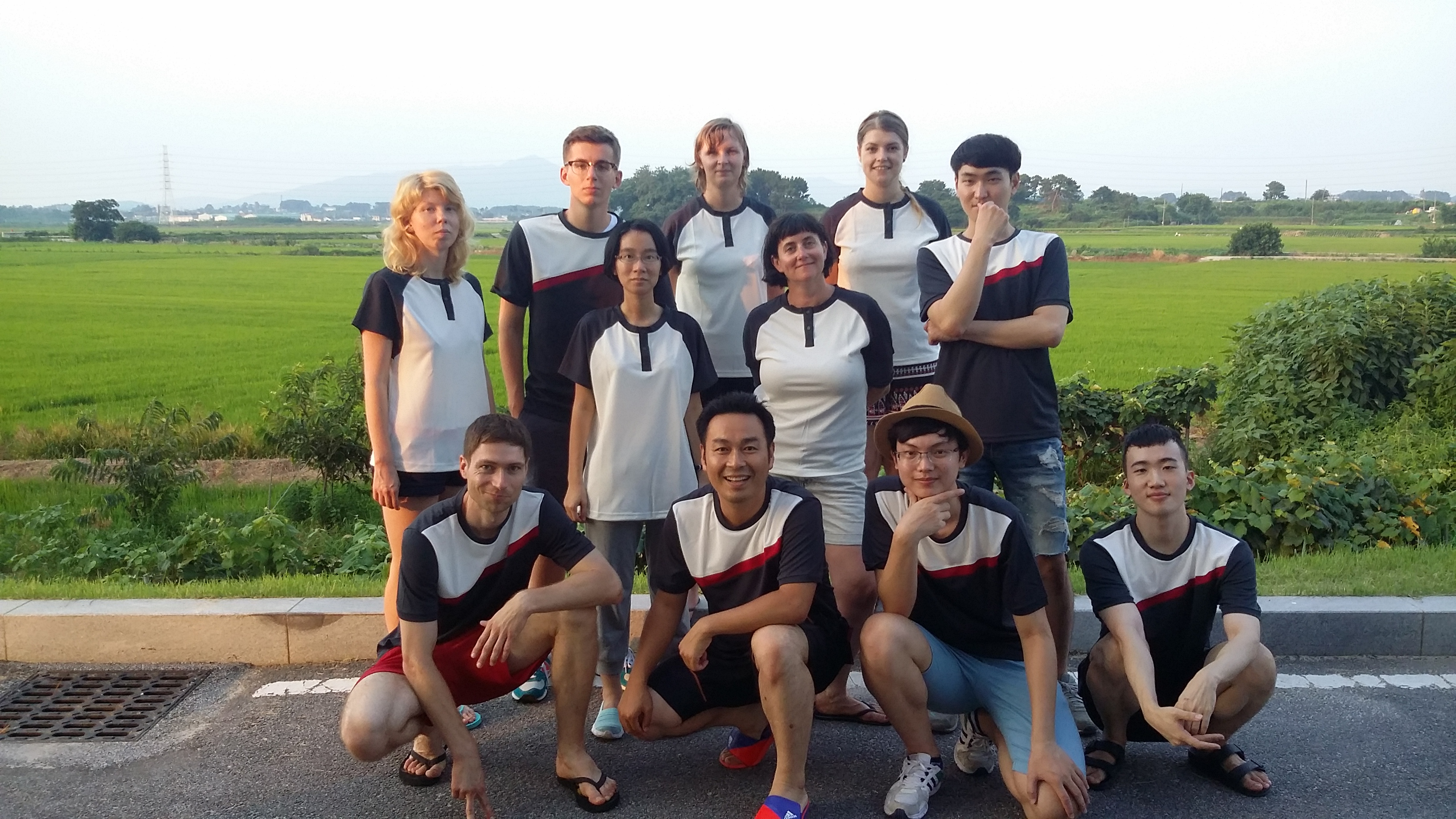
익산 친환경 자원봉사여행

울주군 자원봉사센터에서 운영한다. 울주군 언양읍 신흥벽화마을에서 진행된다. 내용으로는 자원봉사 교육 및 지역문화 탐방이다.

### 전북
전북 자원봉사센터에서 운영한다. 군산, 김제, 고창, 완주, 부안, 전주, 무주, 익산, 장수, 임실, 부안, 정읍 등에서 농촌일손돕기, 고구마심기, 벽화그리기 등을 진행한다.

### 전남
전남 자원봉사센터에서 운영한다. 100인 이하 주민 거주섬에서 섬 가꾸기 및 주민통합 자원봉사활동을 진행한다.

### 경북
경상북도 내 포항, 안동, 영주, 영천, 상주, 영덕, 청도, 성주, 예천, 울진 자원봉사센터에서 운영한다. 문화재 모니터링, 산림자원 보호, 환경교육, 야생화 보호 등의 활동을 진행한다.

### 강원
영월군 자원봉사센터에서 운영한다. 조선 6대왕 단종이 유배됐던 코스를 둘러보며 역사에 대하여 고민하고 영월의 자원환경을 즐길 수 있도록 만들어졌다.

### 충남
부여군 자원봉사센터에서 운영한다. 부여 읍내권을 중심으로 지역의 역사문화 유적을 둘러볼 수 있도록 구성했다. 부여군청, 부여박물관, 신동엽 생가등을 둘러볼 수 있다.

### 경남
거제시 자원봉사센터에서 운영한다. 장승포수변공원에서 시작하여 기적의 길, 송구영신 소망길, 총명사, 장승포해안길 등을 경유하는 것이 코스이다. 한국전쟁 당시의 피난민의 생활을 엿볼 수 있다.

### 인천
부평구 자원봉사센터에서 운영한다. 원적산 공원에서 시작하여 체력적 부담없이 맑은 공기를 마시면서 가벼운 산책을 즐기면서 활동할 수 있다. 아이들에게 적합한 코스이다.

### 제주(역사)
제주시 자원봉사센터에서 운영한다. 보관됨 2024-04-17 - 웨이백 머신 2023년 9월에 제주4.3 역사기행으로 인권과 평화의 소중함을 주제로 운영된 적이 있다. 활동내용으로는 애월읍 제주4.3 길 유적지를 답사하고 환경정화 활동을 한다. 유적지에는 안덕 동광마을, 남원 의귀마을, 조천 북촌마을, 한림 금악마을, 표선 가시마을, 오라동, 애월 소길마을, 아라동이 있다. 준비물은 텀블러, 운동화, 편한복장 등이며, 올해 활동 여부는 별도로 문의하면 된다.

### 경주(역사)
경주시 자원봉사센터에서 운영한다. 2024년 3월 현재 유적지를 중심으로 운영하고 있다. 활동내용으로는 고대 신라의 수도인 경주역사유적지를 문화해설사와 함께 걸으며 자원봉사활동을 하는 것이다. 유적지에는 월정교, 향교, 첨성대, 황리단 길이 있다. 신청방법으로 개인은 1365 자원봉사포털에서 진행하고, 단체는 전화로 문의하면 된다. 070-4467-5288